# Pat Tremblay
Pat Tremblay est un humoriste québécois. Il a participé à des galas du ComediHA! et Juste pour rire. Il a écrit pour Maxim Martin et Boucar Diouf. Il également écrit pour la télé, notamment pour Mort de rire, R-Force, On connaît la chanson . 
Il enseigne le soir à l'École nationale de l'humour le cours d'Écriture humoristique et d'Exploration humoristique. Il offre sa conférence «L'humour comme associé» sur les bienfaits du rire dans les écoles et les entreprises. Il est l'inventeur du Speed creating et du Gang bang créatif, deux techniques de groupe pour trouver des idées qui reposent sur une créativité spontanée et non filtrée.
Il publie des romans et des jeux sous le nom de Patrick Blay. Il est l'auteur de la série fantastique Owhara et le créateur de Cré-O-Nirik (jeu de cartes qui stimule la créativité et l'imagination) et du jeu Co-ching. 